# Schloss Schönau

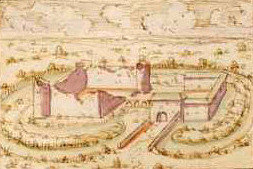
De middeleeuwse kasteelruïne, begin 18e eeuw

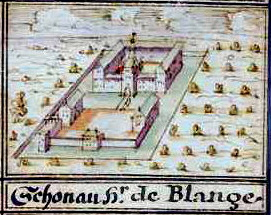
Het nieuwe slot omstreeks 1720

Het Schloss Schönau is een kleine waterburcht in het stadsdeel Richterich van de Duitse gemeente Aken.
De heerlijkheid Schönau werd in 1244 door keizer Frederik II van het Heilige Roomse Rijk aan Heinrich von Aachen als eigendom overgedragen. Hendrik van Aken, schatkamerbewaarder van Aken, gunde de bezittingen aan de familie Von Schönau, die zich na de verwerving van het kasteel en het gebied Schönforst in de eerste helft van de 14e eeuw, ook Von Schönforst noemden.
In 1396 werd de waterburcht Schloss Schönau en het omliggende gebied een heerlijkheid van het hertogdom Gulik. Het bleef als grondheerlijkheid in het bezit van een tak van de familie Van Schoonvorst (Duits: Von Schönau) en werd door de familie Van Millendonk vererft, die het van ongeveer van 1450 tot 1695 behield. Door een huwelijk kwam het grondheerlijkheid aan de familie Von Blanche. 
Het huidige gebouw van baksteen stamt grotendeels uit het jaar 1732. Het werd gebouwd in opdracht van de toenmalige eigenaar Johann Gottfried von Blanche, naar een ontwerp van de Akense bouwmeester Laurenz Mefferdatis.
Tegenwoordig is het kasteel eigendom van de stad Aken en is in gebruik als restaurant.

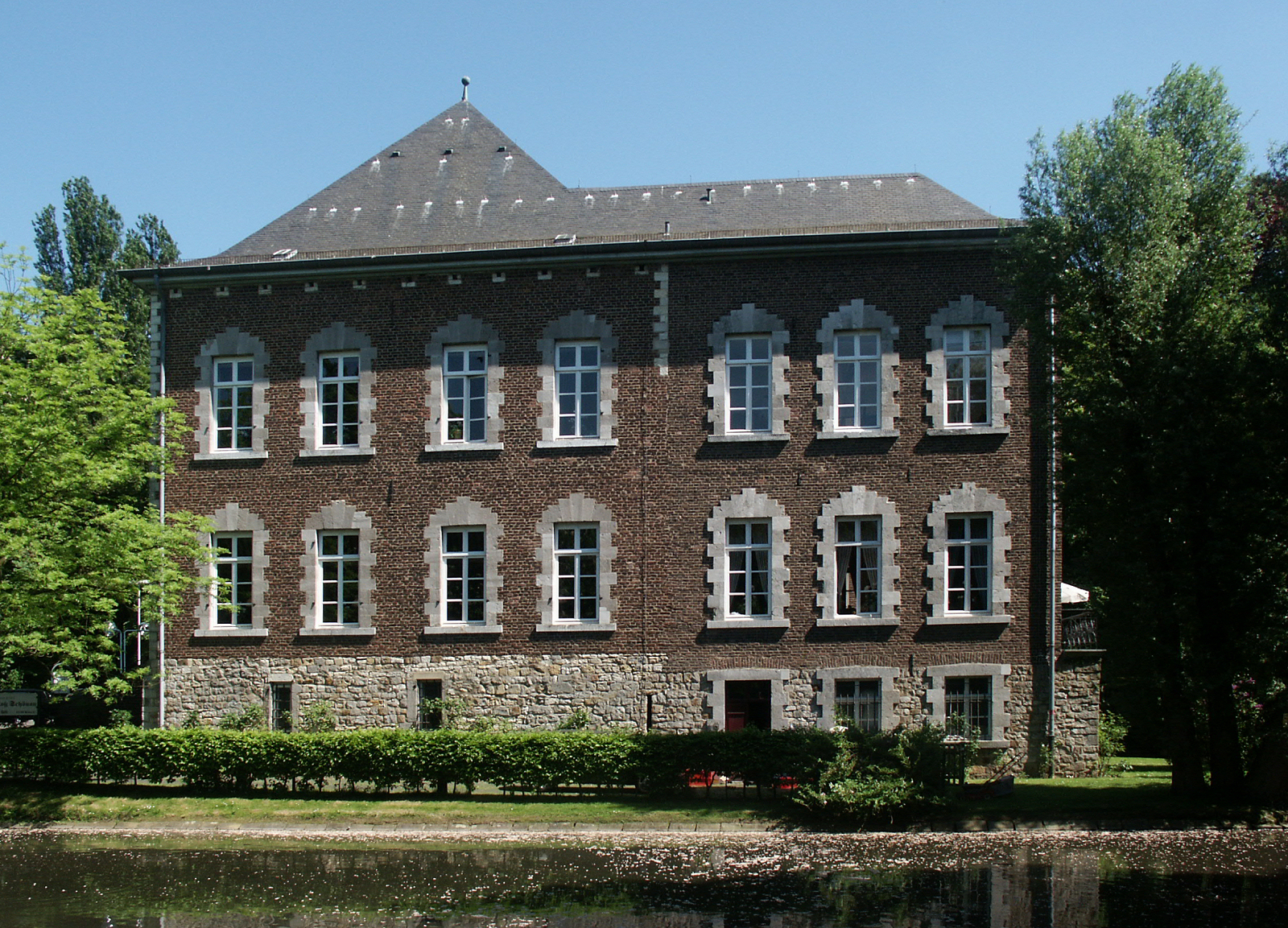
Zijgevel
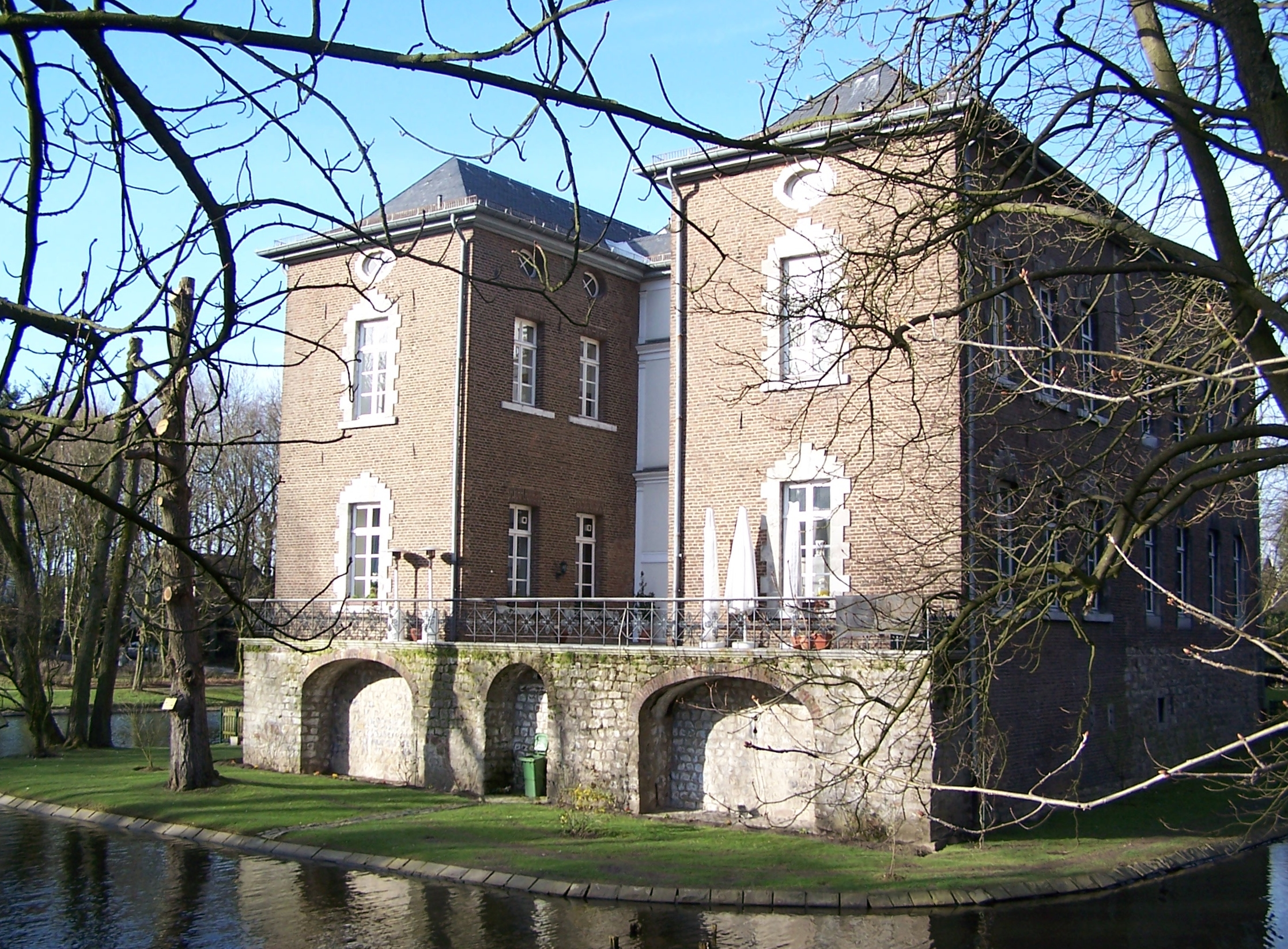
Achtergevel
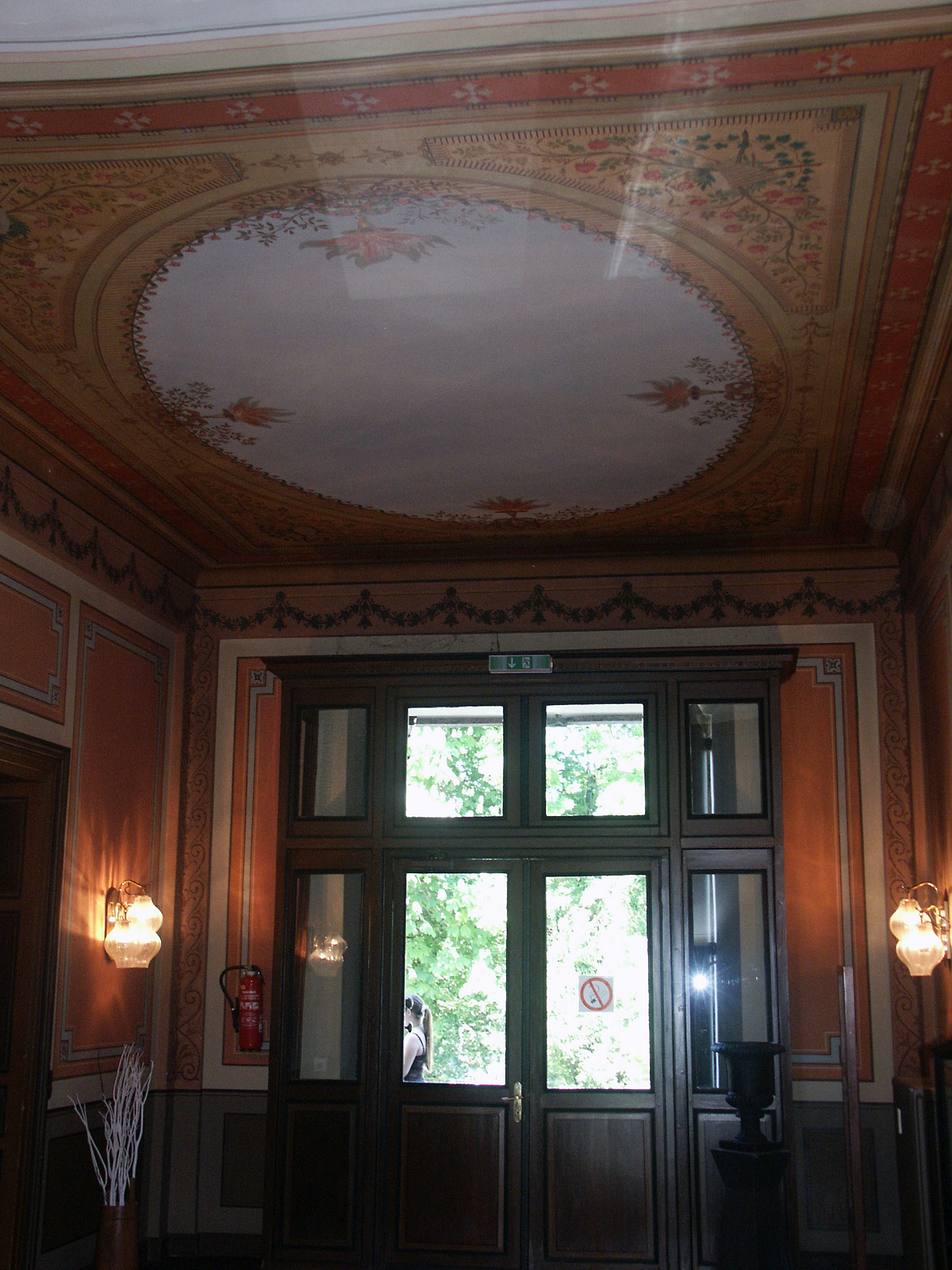
Ontvangsthal